# Plélan-le-Grand
Plélan-le-Grand (bret. Plelann-Veur) – miejscowość i gmina we Francji, w regionie Bretania, w departamencie Ille-et-Vilaine.
Według danych na rok 1990 gminę zamieszkiwało 2566 osób, a gęstość zaludnienia wynosiła 52 osoby/km² (wśród 1269 gmin Bretanii Plélan-le-Grand plasuje się na 228. miejscu pod względem liczby ludności, natomiast pod względem powierzchni na miejscu 82.).